# Frankfort
Frankfort er hovedstad i den amerikanske delstat Kentucky og administrativt centrum for det amerikanske county Franklin County. Byen har 28.602(2020) indbyggere.